# Ramanagara (Distrikt)
Der Distrikt Ramanagara (Kannada: ರಾಮನಗರ ಜಿಲ್ಲೆ; auch: Ramanagaram, Ramanagar) ist ein Distrikt des indischen Bundesstaates Karnataka. Verwaltungszentrum ist die namensgebende Stadt Ramanagara.

## Geografie
Der Distrikt Ramanagara liegt im Südosten Karnatakas südwestlich der Hauptstadt Bengaluru. Nachbardistrikte sind Chamarajanagar im Süden, Mandya im Westen, Tumakuru im Nordwesten, Bengaluru Rural und Bengaluru Urban im Nordosten sowie Krishnagiri im Osten. Letzterer gehört bereits zum Nachbarbundesstaat Tamil Nadu.
Die Fläche des Distrikts Ramanagara beträgt 3.516 Quadratkilometer. Damit gehört er zu den kleinsten Distrikten Karnatakas. Das Distriktgebiet gehört zum südlichsten Teil des Dekkan-Plateaus und besteht aus einer Hochebene mit einer durchschnittlichen Höhe von 600 bis 900 Metern über dem Meeresspiegel. Die Landschaft wird von einzelnen Granitfelsen durchzogen. Die spektakulären Felsformationen Ramanagaras dienten als Drehort für zahlreiche Filme wie den Hindi-Klassiker Sholay oder die Verfilmung von A Passage to India. Im Gegensatz zum Nachbardistrikt Bengaluru Urban, der durch das starke Wachstum Bengalurus weitgehend urbanisiert ist, ist der Distrikt Ramanagara ländlich geprägt.
Der Distrikt Ramanagara ist in die vier Taluks Ramanagara, Channapatna, Kanakapura und Magadi unterteilt.

## Geschichte
Der Distrikt Ramanagara war ursprünglich Teil des Distrikts Bangalore. Dieser war während der britischen Kolonialzeit einer der Distrikte des Fürstenstaats Mysore. Nach der Unabhängigkeit Indiens vollzog Mysore 1949 den Anschluss an die Indische Union. 1956 kam der Distrikt Bangalore zu dem nach den Sprachgrenzen des Kannada geschaffenen neuen Bundesstaat Mysore (1973 umbenannt in Karnataka). 1986 wurde der vormalige Distrikt Bangalore in die Distrikte Bangalore Urban (jetzt Bengaluru Urban) und Bengaluru Rural geteilt. Am 23. August 2007 spaltete sich dann der südwestliche Teil des Distrikts Bengaluru Rural als eigenständiger Distrikt Ramanagara ab.

## Bevölkerung
Bei der Volkszählung 2011 hatte der Distrikt Ramanagara 1.082.636 Einwohner. Die Bevölkerungsdichte lag mit 308 Einwohnern pro Quadratkilometer etwas unter dem Durchschnitt des Bundesstaates (319 Einwohner pro Quadratkilometer). 24,7 Prozent der Einwohner des Distrikts Ramanagara lebten in Städten. Der Urbanisierungsgrad lag damit unter dem Mittelwert Karnatakas (38,6 Prozent). Während der Ballungsraum Bengaluru ein erhebliches Bevölkerungswachstum erfährt, war die Wachstumsrate im ländlicheren Distrikt Ramanagara mit 5,1 Prozent zwischen 2001 und 2011 niedriger als im Durchschnitt Karnatakas (15,7 Prozent). Die Alphabetisierungsquote lag mit 69,2 Prozent deutlich unter dem Mittelwert des Bundesstaats (75,6 Prozent).

## Städte
| Stadt       | Einwohner (2001) |
| ----------- | ---------------- |
| Channapatna | 63.561           |
| Kanakapura  | 47.047           |
| Magadi      | 25.000           |
| Ramanagara  | 79.365           |